# Cháchov
Cháchov je zaniklá středověká vesnice, která stávala v jihozápadním cípu katastrálního území Rokycany. Osídlena byla od druhé poloviny třináctého století do patnáctého století, kdy zpustla a nebyla obnovena. Pozůstatky vesnice jsou od roku 2015 chráněny jako kulturní památka.

## Název
Název vesnice zněl původně snad Háchov a byl odvozen pravděpodobně ze jména Havel, respektive jeho zkratek Hach, Hácha nebo Hašek. V písemných pramenech se objevuje ve tvarech: Chachow (1379, 1412), Chachov (1454) a w Chachowie (1545).

## Historie
První písemná zmínka o vesnici pochází z roku 1379. Podle archeologických nálezů ves vznikla pravděpodobně už ve druhé polovině třináctého století, ale většina nalezené keramiky pochází ze čtrnáctého až první poloviny patnáctého století.
Podle zprávy z roku 1379 platil pan Vilém ze svých vesnic Cháchov a Mokrouše generální berni ve výši devět hřiven stříbra. Na přelomu čtrnáctého a patnáctého století vesnici vlastnil Jenec z Čachrova, který ji v roce 1412 prodal pražské kapitule. Roku 1420 byl Cháchov mezi vesnicemi, které král Zikmund Lucemburský zastavil Bohuslavovi z Rýzmberka a z Janovic. Někdy během husitských válek nebo v době válek za krále Jiřího z Poděbrad vesnice zpustla. Roku 1493 sice patřila Mikuláši a Janovi Bohuchvalům z Hrádku, ale byla uváděna jako pustá. Další zápisy o pusté vsi Cháchov pochází z let 1542 a 1545.

## Popis
Vesnice stávala na severním úpatí vrchu Maršál ve Švihovské vrchovině. Měla trojúhelníkový nebo lichoběžníkový půdorys a domy obklopovaly ústřední náves. Podle terénního průzkumu v ní stálo devět usedlostí, a řadila se tak ke středně velkým vesnicím. Šířka usedlostí se pohybovala od 35 do 45 metrů. Domy měly nejspíše dřevohlinitou konstrukci, která stávala na kamenné podezdívce, ale některé objekty byly zděné a v jejich konstrukci se kromě kamene uplatňovaly cihly. V severovýchodní části vsi snad stával hospodářský dvůr.